# Le Rayon de la mort (film, 1966)
Pour les articles homonymes, voir Le Rayon de la mort.
Pour plus de détails, voir Fiche technique et Distribution.
Le Rayon de la mort (The Projected Man) est un film de science-fiction horrifique britannique réalisé par Ian Curteis (en) et John Croydon sorti en 1966.
Découvert par Alex Gordon comme un scénario non produit du scénariste hollywoodien Frank Quattrocchi, Le Rayon de la mort est réalisé par Ian Curteis, qui a été approché suite à la transmission par la BBC d'un téléfilm qu'il avait réalisé. Il a accepté l'adaptation en dépit de réserves concernant un contrat de tournage rigide de quatre semaines et un budget inadéquat. Au bout de quatre semaines, le financement s'est épuisé et le producteur John Croydon a pris en charge la réalisation, sans payer et en répondant lui-même aux demandes financières restantes afin d'achever le film. Cependant, Croydon n'a pas été crédité car les producteurs ne souhaitaient pas rendre publics les problèmes survenus sur le plateau.
Le film reçoit des critiques mitigées. Plusieurs sources critiquent la ressemblance du film avec d'autres films de science-fiction, La Mouche noire et Le Monstre aux abois ayant été désignés par les critiques et les cinéphiles comme des sources d'inspiration possibles, bien que le producteur délégué du film, Richard Gordon, l'ait nié.

## Synopsis
Les docteurs Paul Steiner et Christopher Mitchell travaillent sur un dispositif de téléportation par laser qui leur permet de téléporter n'importe quel objet dans un rayon de quelques kilomètres autour de la machine. S'ils constatent que l'appareil fonctionne avec des objets inanimés, les créatures vivantes sur lesquelles ils l'utilisent semblent toujours mourir. Lorsque le Dr Patricia Hill arrive, elle les aide à corriger l'erreur, ce qui fait croire à Steiner que le problème est résolu. Pendant ce temps, le Dr Blanchard, patron de Steiner et directeur de l'institut pour lequel il travaille, est victime d'un chantage de la part de M. Latham, qui veut s'attribuer le mérite de la découverte de Steiner. Il oblige Blanchard à exiger de Steiner qu'il fasse une présentation prématurée au professeur Lembach.
Steiner, Mitchell et Hill se sentent prêts à faire la présentation, mais lors de l'événement, Blanchard place de l'acide sur la machine à l'insu de tous, ce qui provoque une explosion. Le financement du projet de Steiner s'arrête instantanément, mais Mitchell découvre plus tard que l'appareil a été trafiqué. Steiner se rend chez Blanchard, où Lembach et Latham sont en train de dîner. Il leur présente la preuve que sa machine a été délibérément trafiquée, et Lembach lui donne une nouvelle chance. Steiner décide d'essayer de se téléporter chez Lembach et, avec l'aide de sa secrétaire Sheila, il entame la procédure. Mais à ce moment-là, Mitchell et Hill reviennent au laboratoire.
Les deux hommes tentent de convaincre Sheila d'arrêter la téléportation, mais comme elle n'a pas l'expérience de l'appareil, elle finit par téléporter Steiner ailleurs. Il se retrouve sur un chantier de construction, repaire d'une bande de voleurs qui tentent de s'introduire dans une banque. On apprend qu'une erreur dans la téléportation a donné à Steiner la capacité de tuer les gens en les touchant, et a mutilé une moitié de son corps. Steiner tue les criminels, puis entre dans un magasin où il vole une paire de gants en caoutchouc et un manteau. Il s'introduit ensuite dans l'institut, où il trouve Latham et le tue. Il détruit également l'alimentation électrique du bâtiment, alertant Hill et Mitchell que quelque chose ne va pas. Entre-temps, l'inspecteur Davis a découvert les corps des criminels et est déterminé à arrêter Steiner.
Sheila est enlevée par Steiner, qui l'interroge dans son appartement. Elle lui révèle que Blanchard et Latham ont planifié un attentat contre lui, ce qui met Steiner en colère. Avant de partir, Steiner met le feu à l'appartement de Sheila avec elle à l'intérieur (ignorant qu'elle a survécu) et va se cacher chez Blanchard. Lorsque Blanchard rentre chez lui, il est tué par Steiner. Entre-temps, Davis a examiné le corps de Latham et se rend compte que les marques électriques laissées sur Latham sont les mêmes que celles des criminels. Steiner se présente à la maison de Hill, où il la trouve avec Mitchell. Steiner leur demande de lui dire où il peut trouver plus d'électricité, car après la téléportation, il a besoin d'énergie pour survivre. Hill et Mitchell tentent de le convaincre de retourner au laboratoire pour qu'ils puissent essayer d'inverser la téléportation, mais Steiner les repousse et part en direction d'une centrale électrique.
Davis, Hill et Mitchell le trouvent en train de bricoler dans la centrale électrique. Davis tente de le tuer, mais Steiner résiste à ses balles, et Hill tente à nouveau de persuader Steiner de retourner au laboratoire. Steiner se laisse finalement convaincre et les accompagne, mais à son arrivée, il se joue d'eux et commence à détruire des objets. Alors que le laboratoire est en feu et que l'appareil de téléportation est hors de contrôle, Steiner est touché par le laser de l'appareil de téléportation, ce qui le fait disparaître alors que l'incendie fait rage.

## Fiche technique
- Titre français : Le Rayon de la mort[1]
- Titre original anglais : The Projected Man[2]
- Réalisation : Stanley Pavey (en)
- Scénario : Peter Bryan, John C. Cooper, Frank Quattrocchi
- Photographie : Stanley Pavey (en)
- Montage : Derek Holding
- Musique : Kenneth V. Jones (en)
- Production : Michael Klinger, Tony Tenser, Richard Gordon, John Croydon, Maurice Foster, Pat Green, Gerald Fernback
- Société de production : Compton Productions, MLC Productions
- Pays de production :  Royaume-Uni
- Langue originale : anglais britannique
- Format : couleurs par Technicolor - 2,35:1 - Son mono - 35 mm
- Genre : Film de science-fiction horrifique
- Durée : 90 minutes
- Date de sortie :
  - Royaume-Uni : mars 1966
  - France : 20 septembre 1967

## Distribution
- Bryant Haliday (en) : Dr. Paul Steiner
- Mary Peach (en) : Dr. Patricia Hill
- Norman Wooland : Dr. L.G. Blanchard
- Ronald Allen : Dr. Chris Mitchell
- Derek Farr : Inspecteur Davis
- Tracey Crisp : Sheila Andersen
- Derrick De Marney : Latham
- Gerard Heinz : Professeur Lembach
- Sam Kydd : Harry Slinger
- Terry Scully : Steve Lowe
- Norma West : Gloria King
- Frank Gatliff : Dr Wilson
- John Watson : Sergent Martin
- Alfred Joint : agent de sécurité
- Rosemary Donnelly : fille
- David Scheuer : garçon